# Токовой, Кирилл Петрович
Кирилл Петрович Токовой — советский хозяйственный, государственный и политический деятель.

## Биография
Родился в 1904 году в Мариуполе. Член КПСС.
С 1922 года — на хозяйственной, общественной и политической работе. В 1922—1954 гг. — механик, мастер, инженер на заводе им. Ильича в Мариуполе, заместитель начальника, начальник трубопрокатного цеха, главный инженер, заместитель директора по боеприпасам на Новотрубном заводе в г. Первоуральске, директор Первоуральского старотрубного завода, директор Челябинского трубопрокатного завода, главный инженер Руставского металлургического завода.
За коренное усовершенствование технологии производства миномётных труб и деталей боеприпасов был удостоен Сталинской премии за 1943 год.
Умер в Рустави в 1954 году.